# Himacerus
Genre
Himacerus est un genre d'hémiptères de la famille des Nabidae.

## Liste des espèces
Selon BioLib (7 octobre 2019) :
- Himacerus apterus (Fabricius, 1798)
- Himacerus assamensis (Paiva, 1919)
- Himacerus boops (Schiødte, 1870)
- Himacerus corixipennis (Bergroth, 1912)
- Himacerus dauricus (Kiritshenko, 1911)
- Himacerus erectipilis Kerzhner, 1989
- Himacerus erigone (Kirkaldy, 1901)
- Himacerus frater Kerzhner & Jakobs, 2008
- Himacerus fuscopennis Reo, 1981
- Himacerus major (A. Costa, 1842)
- Himacerus maracandicus (Reuter, 1890)
- Himacerus mirmicoides (O. Costa, 1834)
- Himacerus nodipes Hsiao, 1964
- Himacerus pulchellus (Ren & Hsiao, 1981)
- Himacerus pulchrus Reo, 1988
- Himacerus transcaucasicus (Kerzhner, 1981)
- Himacerus vicinus Hsiao, 1981

Selon ITIS (7 octobre 2019) et NCBI (7 octobre 2019) :
- Himacerus apterus (Fabricius, 1798)